# Rohatsko
Rohatsko település Csehországban, a Mladá Boleslav-i járásban. Rohatsko Domousnice, Dolní Bousov és Obruby településekkel határos. Lakosainak száma 279 fő (2024. január 1.).

## Népesség
A település lakosságának változását az alábbi diagram mutatja:
| Lakosok száma | 251  | 235  | 262  | 206  | 170  | 215  | 272  | 265  | 259  | 279  |
|               | 1869 | 1900 | 1921 | 1961 | 1980 | 2011 | 2016 | 2019 | 2021 | 2024 |